# Galiléia
Galiléia is een gemeente in de Braziliaanse deelstaat Minas Gerais. De gemeente telt 7.563 inwoners (schatting 2009).

## Aangrenzende gemeenten
De gemeente grenst aan Central de Minas, Conselheiro Pena, Divino das Laranjeiras, Governador Valadares, São Geraldo do Baixio en Tumiritinga.